# Internationale Gesellschaft für Militär- und Kriegsrecht
Die  Internationale Gesellschaft für Militär- und Kriegsrecht (englisch International Society for Military Law and the Law of War), gegründet 1988, ist eine internationale gemeinnützige Organisation unter belgischem Recht mit Sitz in Brüssel. Mit ihrer Gründung wurde die gleichnamige Vorgängerorganisation, die sich 1956 in Straßburg konstituiert hatte, abgelöst.
Ihr Ziel ist die Analyse und Verbreitung des Wehrrechtes und des humanitären Völkerrechts. Hierfür organisiert sie regelmäßig Veranstaltungen wie Seminare, Expertentreffen und Kongresse. Die Gesellschaft hat knapp 750 Mitglieder aus zahlreichen Ländern. Die deutsche Gruppe ist die Deutsche Gesellschaft für Wehrrecht und Humanitäres Völkerrecht. Die Mitglieder haben meist einen akademischen oder professionellen Hintergrund. Unter ihnen befinden sich Professoren, Richter, Staatsbedienstete, Anwälte und militärische Funktionäre. Die Gesellschaft bildet die Dachgesellschaft von momentan 21 nationalen Wehrrechtsgesellschaften, wie die Deutsche Gesellschaft für Wehrrecht und Humanitäres Völkerrecht e.V. und die belgische Wehrrechtsgesellschaft. 1997 erlangte die Gesellschaft einen Beraterstatus bei den Vereinten Nationen.

## Publikationen
Die Gesellschaft veröffentlicht drei verschiedene Arten an Publikationen: die Zeitschrift für Militärrecht und Kriegsrecht (englisch the Military Law and the Law of War Review), die Kongressberichte der Internationalen Gesellschaft für Militär- und Kriegsrecht (englisch Recueils of the International Society for Military Law) und den Bericht über aktuelle Neuigkeiten (englisch the Society's News Flash) der Gesellschaft.

### Zeitschrift für Militärrecht und Kriegsrecht
Die Zeitschrift für Militärrecht und Kriegsrecht ist eine juristische Zeitschrift, die viermal im Jahr erscheint. Die Zeitschrift beschäftigt sich mit Themen, welche für Militärberater und Akademiker aus dem Gebiet des humanitären Völkerrechts von Interesse ist. Die Zeitschrift enthält Artikel in englischer, niederländischer, französischer und deutscher Sprache und wird von der Belgischen Gesellschaft für Militärrecht und Kriegsrecht ediert und von dem belgischen Verteidigungsministerium unterstützt.
Das Inhaltsverzeichnis der letzten Ausgabe ist kostenlos auf der Webseite der Gesellschaft abrufbar.

### Kongressberichte
Die Kongressberichte ("Recueils") beinhalten den Verlauf und die besprochenen Themen der Kongresse der Gesellschaft, welche alle drei Jahre stattfinden.

### News Flash
Im News Flash werden aktuelle internationale Neuigkeiten und Entwicklungen auf dem Gebiet des humanitären Völkerrechts dargestellt und erörtert. Es wird mehrmals im Jahr veröffentlicht, hauptsächlich während des Sommers.